# Parigné-le-Pôlin
Parigné-le-Pôlin és un municipi francès situat al departament del Sarthe i a la regió de País del Loira. L'any 2007 tenia 1.034 habitants.

## Demografia

### Població
El 2007 la població de fet de Parigné-le-Pôlin era de 1.034 persones. Hi havia 340 famílies de les quals 48 eren unipersonals (32 homes vivint sols i 16 dones vivint soles), 126 parelles sense fills, 142 parelles amb fills i 24 famílies monoparentals amb fills.
La població ha evolucionat segons el següent gràfic:
Habitants censats

### Habitatges
El 2007 hi havia 366 habitatges, 343 eren l'habitatge principal de la família, 6 eren segones residències i 17 estaven desocupats. 358 eren cases i 2 eren apartaments. Dels 343 habitatges principals, 288 estaven ocupats pels seus propietaris, 51 estaven llogats i ocupats pels llogaters i 4 estaven cedits a títol gratuït; 13 tenien dues cambres, 42 en tenien tres, 86 en tenien quatre i 202 en tenien cinc o més. 267 habitatges disposaven pel capbaix d'una plaça de pàrquing. A 111 habitatges hi havia un automòbil i a 221 n'hi havia dos o més.

### Piràmide de població
La piràmide de població per edats i sexe el 2009 era:
| Homes | Edats   | Dones |
| ----- | ------- | ----- |
| 0     | 95 o +  | 0     |
| 0     | 90 a 94 | 4     |
| 8     | 85 a 89 | 4     |
| 0     | 80 a 84 | 12    |
| 12    | 75 a 79 | 12    |
| 4     | 70 a 74 | 8     |
| 4     | 65 a 69 | 8     |
| 16    | 60 a 64 | 8     |
| 24    | 55 a 59 | 16    |
| 36    | 50 a 54 | 28    |
| 48    | 45 a 49 | 40    |
| 12    | 40 a 44 | 32    |
| 60    | 35 a 39 | 24    |
| 28    | 30 a 34 | 52    |
| 20    | 25 a 29 | 24    |
| 24    | 20 a 24 | 20    |
| 32    | 15 a 19 | 32    |
| 48    | 10 a 14 | 32    |
| 28    | 5 a 9   | 40    |
| 24    | 0 a 4   | 28    |

## Economia
El 2007 la població en edat de treballar era de 695 persones, 490 eren actives i 205 eren inactives. De les 490 persones actives 463 estaven ocupades (252 homes i 211 dones) i 28 estaven aturades (12 homes i 16 dones). De les 205 persones inactives 59 estaven jubilades, 105 estaven estudiant i 41 estaven classificades com a «altres inactius».

### Ingressos
El 2009 a Parigné-le-Pôlin hi havia 356 unitats fiscals que integraven 998,5 persones, la mediana anual d'ingressos fiscals per persona era de 19.249 €.

### Activitats econòmiques
Dels 23 establiments que hi havia el 2007, 4 eren d'empreses de construcció, 2 d'empreses de comerç i reparació d'automòbils, 1 d'una empresa de transport, 4 d'empreses d'hostatgeria i restauració, 1 d'una empresa financera, 1 d'una empresa de serveis, 4 d'entitats de l'administració pública i 6 d'empreses classificades com a «altres activitats de serveis».
Dels 12 establiments de servei als particulars que hi havia el 2009, 1 era una funerària, 1 taller de reparació d'automòbils i de material agrícola, 2 autoescoles, 3 guixaires pintors, 1 electricista, 1 perruqueria, 2 restaurants i 1 tintoreria.
L'únic establiment comercial que hi havia el 2009 era una botiga de menys de 120 m².
L'any 2000 a Parigné-le-Pôlin hi havia 7 explotacions agrícoles que ocupaven un total de 276 hectàrees.

## Equipaments sanitaris i escolars
El 2009 hi havia 2 escoles elementals. A Parigné-le-Pôlin hi havia 1 col·legi d'educació secundària i 1 liceu d'ensenyament general. Als col·legis d'educació secundària hi havia 228 alumnes i als liceus d'ensenyament general 124.

## Poblacions més properes
El següent diagrama mostra les poblacions més properes.